# Leonie Wild

Leonie Wild

Leonie Katharina Wild (geb. Steinmann; * 30. Januar 1908 in St. Ilgen; † 13. Juni 2005 in Eppelheim) war eine deutsche Unternehmerin. Sie gründete zusammen mit ihrem Mann Rudolf Wild die Rudolf-Wild-Werke und 1997 die Leonie-Wild-Stiftung.

## Leben

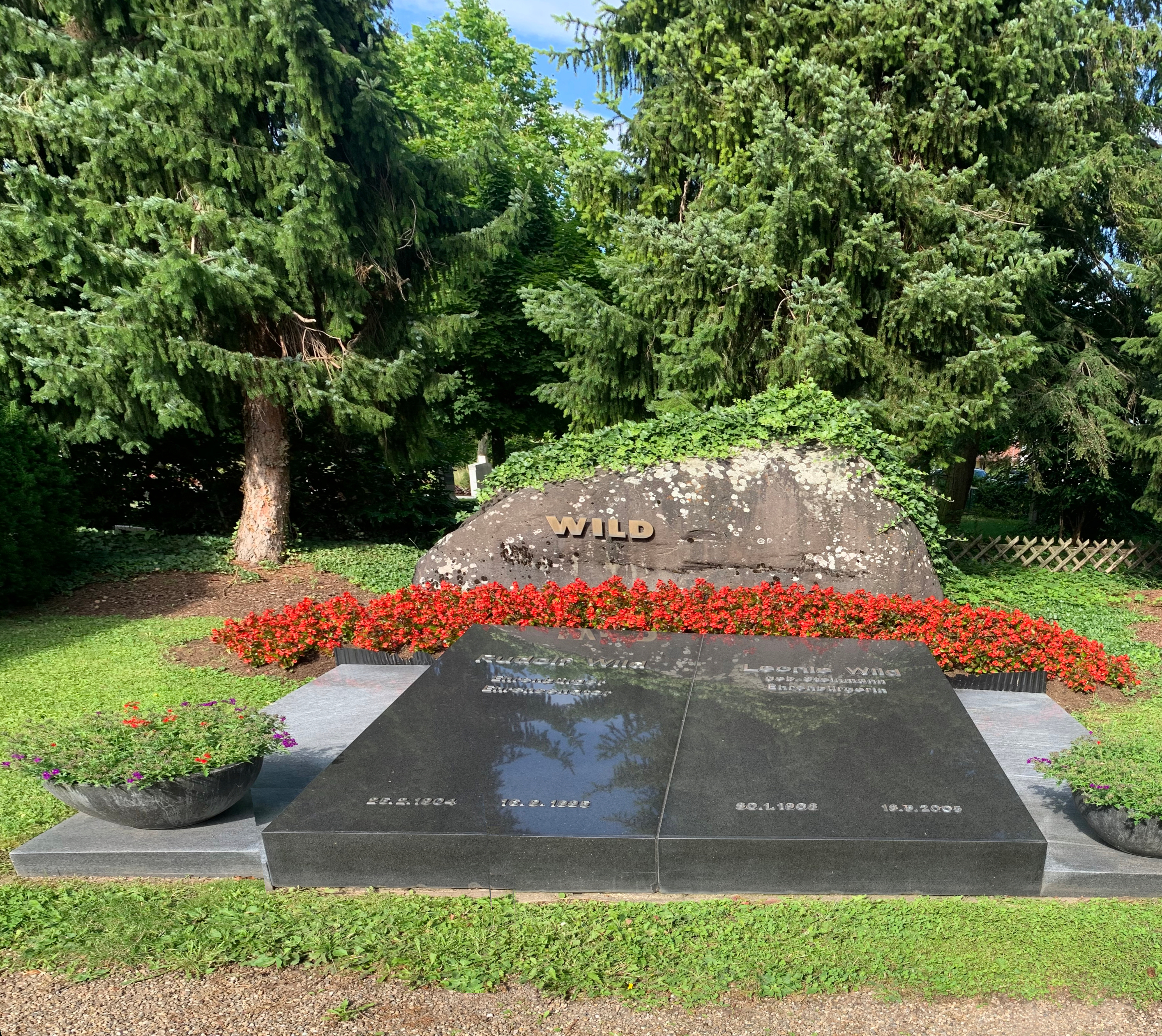
Grab von Leonie und Rudolf Wild auf dem Friedhof Eppelheim

Leonie Wild ist die Tochter von Johann Samuel Steinmann (1855–1931) und seiner Ehefrau Katharina geb. Stumpf (1879–1944). Ihre Eltern waren Christen, entstammen jedoch jüdischen Ursprungs. Sie hatte zwei jüngere Geschwister, einen Bruder und eine Schwester. Nachdem ihr Vater 1931 verstorben war, gründete sie mit ihrem späteren Ehemann Rudolf Wild im gleichen Jahr in der Heidelberger Marstallstraße die Zick-Zack-Werke und kaufte zusammen mit ihrem Mann ein Grundstück im Süden der Gemeinde Eppelheim.  1934 heiraten beide. 1937 zog das junge Unternehmen, welches nun Rudolf-Wild-Werke hieß, bereits auf ein großes Gelände – mit einem stark baufälligen Gebäude einer ehemaligen Glasfabrik – nach Eppelheim um. Als ihr Mann im März 1942 im Zweiten Weltkrieg als Soldat zur Wehrpflicht eingezogen wurde, leitete Leonie Wild das Unternehmen mit 100 Mitarbeitern bis 1945 mehrere Jahre. Das Unternehmen stellte Limonade aus natürlichen Grundstoffen, anstelle rein chemischer Ingredienzen, her und beschritt neue Wege auf dem Getränkesektor. Leonie Wild war im Labor an der Entwicklung neuer Rezepturen beteiligt und war Seniorchefin. Ihre Söhne Hans-Peter Wild und Rainer Wild stiegen in den 1970er Jahren in das Unternehmen ein.

## Soziales Engagement
Neben ihrer beruflichen Tätigkeit engagierte sich Leonie Wild schon früh im sozialen und kulturellen Bereich. Ihr größtes Werk, die 1997 gegründete und nach ihr benannte Leonie-Wild-Stiftung, setzt sich insbesondere in Eppelheim und in der Rhein-Neckar-Region für bedürftige Mitbürger sowie soziale und kulturelle Projekte ein. Auch das Volksliedersingen in der Rudolf-Wild-Halle in Eppelheim jedes Jahr im Mai und die jährliche Weihnachtsfeier für sozial schwach gestellte Menschen gehen auf sie und ihren Mann zurück. Nach dem Zweiten Weltkrieg gab es in Eppelheim einen geflügelten Satz, wenn jemand Hilfe brauchte: „Frag doch die Leonie!“ 1948 spendeten sie und ihr Ehemann für die evangelische und katholische Kirchengemeinde Eppelheims jeweils eine Glocke, die sich in der evangelischen Pauluskirche bzw. der katholischen Josephskirche befinden.

## Auszeichnungen
- 1996: Staufermedaille in Gold des Landes Baden-Württemberg
- 1997: Verdienstorden der Bundesrepublik Deutschland
- 1997: Ehrenbürgerin der Stadt Eppelheim

Zudem wurde In Eppelheim der Leonie-Wild-Platz und die Leonie-Wild-Straße nach ihr benannt. Die Stadt Eppelheim verleiht die Leonie-Wild-Medaille an herausragende Personen aus Wirtschaft, Politik und Sport. In der Gemeinde St. Ilgen wurde der Leonie-Wild-Weg nach ihr benannt.